# Liste der Staatsoberhäupter Liberias
Diese Liste der Präsidenten Liberias beinhaltet alle 26 Staatspräsidenten Liberias, die auf die Unabhängigkeitserklärung des Landes vom 26. Juli 1847 vereidigt wurden. Somit fehlen hier Präsidenten, die nach einem Putsch an die Macht kamen. Zwischen 1980 und 2006 wurde die Präsidentschaft dreimal unterbrochen, einmal wegen eines Putschversuchs, zweimal wegen der beiden Bürgerkriege. Während dieser Zeit wurde der Staat ebenfalls von fremden Personen geleitet. Da Joseph Jenkins Roberts und James Spriggs Payne in zwei nicht aufeinander folgenden Amtszeiten herrschten, sind beide jeweils zweimal aufgelistet, weswegen die Liste 26 Präsidenten enthält, allerdings nur 24 verschiedene. Die Banknoten des Liberianischen Dollars zeigen einige Präsidenten.
Am 14. November 2023 wurde in der Stichwahl der ehemalige Vizepräsident Liberias Joseph Boakai zum Nachfolger des  ehemaligen Fußballprofis George Weah gewählt.

## Staatspräsidenten Liberias
Die Farben geben die Parteizugehörigkeit wieder: grau: keine; orange: Republican Party; blau: True Whig Party; braun: National Democratic Party of Liberia; rosa: National Patriotic Party; grün: Unity Party; dunkelblau: Congress for Democratic Change
| #  | Präsident                            | Präsident | Amtsantritt       | Abgang            | Vizepräsident(en)                             |  |
| 1  | Joseph Jenkins Roberts               |           | 3. Januar 1848    | 7. Januar 1856    | Stephen Allen Benson                          |  |
| 2  | Stephen Allen Benson                 |           | 7. Januar 1856    | 4. Januar 1864    | Beverley Yates                                |  |
| 3  | Daniel Bashiel Warner                |           | 4. Januar 1864    | 6. Januar 1868    | James M. Priest                               |  |
| 4  | James Spriggs Payne                  |           | 6. Januar 1868    | 3. Januar 1870    | Vakanz                                        |  |
| 5  | Edward J. Roye                       |           | 3. Januar 1870    | 26. Oktober 1871  | James Skivring Smith                          |  |
| 6  | James Skivring Smith                 |           | 4. November 1871  | 1. Januar 1872    | Anthony W. Gardiner                           |  |
| 7  | Joseph Jenkins Roberts (2. Amtszeit) |           | 1. März 1872      | 3. Januar 1876    | Anthony W. Gardiner (2.)                      |  |
| 8  | James Spriggs Payne (2.)             |           | 3. Januar 1876    | 7. Januar 1878    | Vakanz                                        |  |
| 9  | Anthony W. Gardiner                  |           | 7. Januar 1878    | 20. Januar 1883   | Alfred F. Russell                             |  |
| 10 | Alfred F. Russell                    |           | 20. Januar 1883   | 7. Januar 1884    | John Tyler                                    |  |
| 11 | Hilary R. W. Johnson                 |           | 7. Januar 1884    | 4. Januar 1892    | Vakanz                                        |  |
| 12 | Joseph James Cheeseman               |           | 4. Januar 1892    | 12. November 1896 | William D. Coleman                            |  |
| 13 | William D. Coleman                   |           | 12. November 1896 | 11. Dezember 1900 | J. J. Ross                                    |  |
| 14 | Garretson W. Gibson                  |           | 11. Dezember 1900 | 4. Januar 1904    | Vakanz                                        |  |
| 15 | Arthur Barclay                       |           | 4. Januar 1904    | 1. Januar 1912    | J. J. Dossen                                  |  |
| 16 | Daniel E. Howard                     |           | 1. Januar 1912    | 5. Januar 1920    | John Breckinridge                             |  |
| 17 | Charles D.B. King                    |           | 5. Januar 1920    | 3. Dezember 1930  | Henry Too Wesley                              |  |
| 18 | Edwin Barclay                        |           | 3. Dezember 1930  | 3. Januar 1944    | Vakanz                                        |  |
| 19 | William S. Tubman                    |           | 3. Januar 1944    | 23. Juli 1971     | Clarence Simpson William Richard Tolbert, Jr. |  |
| 20 | William R. Tolbert, Jr.              |           | 23. Juli 1971     | 12. April 1980    | James Edward Greene Bennie Dee Warner         |  |
| 21 | Samuel K. Doe                        |           | 6. Januar 1986    | 9. September 1990 | Henry Fumba Moniba                            |  |
| 22 | Charles Taylor                       |           | 2. August 1997    | 11. August 2003   | Enoch Dogolea Moses Blah                      |  |
| 23 | Moses Blah                           |           | 11. August 2003   | 14. Oktober 2003  | Vakanz                                        |  |
| 24 | Ellen Johnson-Sirleaf                |           | 16. Januar 2006   | 22. Januar 2018   | Joseph Boakai                                 |  |
| 25 | George Weah                          |           | 22. Januar 2018   | 22. Januar 2024   | Jewel Howard-Taylor                           |  |
| 26 | Joseph Boakai                        |           | 22. Januar 2024   | im Amt            | Jeremiah Koung                                |  |